# Crash és Bernstein
A Crash és Bernstein (eredeti cím: Crash & Bernstein) 2012 és 2014 között vetített amerikai szitkom sorozat, amelyet Eric Friedman alkotott. A főbb szerepekben Cole Jensen, Landry Bender, Oana Gregory és Aaron R. Landon látható.
Az Egyesült Államokban 2012. október 8-án mutatta be  a Disney XD. Magyarországon a Disney Channel mutatta be 2014. szeptember 6-án.

## Cselekmény
Wyatt Bernstein egy tizenkét éves, magányos kisfiú, aki az anyukájával és három nővérével él együtt. Egész életében, mivel csak lányok vették őt körül, olyan dolgokat kellett elviselnie, mint a pónik, vagy a hercegnők, miközben sohasem csinálhatott mókás fiús dolgokat, mint a korabeli srácok. Ám minden megváltozik, amikor egy szülinapi kívánság eredményekként, új bábjátékfigurája Crash, váratlanul életre kell, és azzá a fiútestvérré válik, akiről Wyatt mindig is álmodott. A fiú már önmagában sem volt a jóság mintaképe, ám most méltó párjára akadt. Crash beköltözik a családi házba, és destruktív, hebrencs, mégis szórakoztató viselkedésével, egyik napról a másikra felforgatja a család, a környék, de legfőképpen a kis Wyatt életét.

## Szereplők

### Főszereplők
| Szerep                     | Színész            | Magyar hang        |
| -------------------------- | ------------------ | ------------------ |
| Crash A. Bernstein         | Tim Lagasse (hang) | Pusztaszeri Kornél |
| Wyatt Tyler Bernstein      | Cole Jensen        | Bogdán Gergő       |
| Cleo Anstasia Bernstein    | Landry Bender      | Györke Laura       |
| Amanda Elizabeth Bernstein | Oana Gregory       | Hermann Lilla      |
| Pesto                      | Aron R. Landon     | Kilin Bertalan     |

### Mellékszereplők
| Szerep                  | Színész       | Magyar hang       |
| ----------------------- | ------------- | ----------------- |
| Jasmine Erica Bernstein | Mckenna Grace | Kéthely Nagy Kata |
| Mel Bernstein           | Mary Birdsong | Bertalan Ágnes    |
| Little Scottie          | Curtis Harris | Penke Bence       |

## Évados áttekintés
| Évad | Évad | Epizódok | Eredeti sugárzás | Eredeti sugárzás    | Magyar sugárzás     | Magyar sugárzás     |
| Évad | Évad | Epizódok | Évadpremier      | Évadfinálé          | Évadpremier         | Évadfinálé          |
| ---- | ---- | -------- | ---------------- | ------------------- | ------------------- | ------------------- |
|      | 1    | 26       | 2012. október 8. | 2013. szeptember 9. | 2014. szeptember 6. | 2015. augusztus 30. |
|      | 2    | 13       | 2013. október 7. | 2014. augusztus 11. | 2015. október 31    | 2016. február 14.   |

## Folytatás
2014. július 10-én jelentették be, hogy a Disney XD elkezdte gyártani egy spin-off bevezető részét, Commando Crash címmel. Adam Dorfman, Cameron Ocasio, Armaan Juneja, Nicholas Stargel és Megan Goodman szerepelt az epizódban. A bevezető részt befejezték, de a sorozatot nem rendelték be.